# Nucli caudat
El nucli caudat és la part superior i interna del cos estriat. Forma la part externa del sòl del ventricle lateral. Té la forma d'una coma i hom hi distingeix dos extrems, el cap i la cua, reunits per una porció intermèdia, el cos o tronc. També és anomenat nucli interventricular.